# Нисан Ария
„Нисан Ария“ (Nissan Ariya) е модел електрически компактни SUV (сегмент J) на японската компания „Нисан“, произвеждан от 2022 година.
Той е първият електрически SUV на марката и един от първите модели, базирани на платформата за електрически автомобили на „Рено-Нисан-Мицубиши“ CMF-EV. Производството му, първоначално планирано да започне през лятото на 2021 година, е неколкократно отлагано заради проблеми с доставките на компоненти.